# Sclerophrys fuliginata
Sclerophrys fuliginata – gatunek płaza bezogonowego z rodziny ropuchowatych (Bufonidae).

## Taksonomia
Gatunek ten opisał w 1932 roku Gaston-François de Witte, nadając mu nazwę Bufo fuliginatus. W 2006 roku Frost i inni przenieśli go do rodzaju Amietophrynus. Ohler i Dubois w 2016 roku wykazali, że nazwa Amietophrynus jest młodszym synonimem nazwy Sclerophrys.
Czasami takson ten uważany jest za młodszy synonim Sclerophrys funerea.

## Występowanie
Zasięg występowania tego stworzenia jest dość obszerny. Obejmuje południowo-zachodnią Tanzanię (las Mbisi), następnie jego granica biegnie równoleżnikowo przez terytorium Demokratycznej Republiki Konga, obejmuje on prawie całą południowo-wschodnią część kraju. Należy też do niego duży teren w północnej i środkowej Zambii, gdzie jego granica przebiega w pełnym etapie niedaleko Angoli, gdzie dotychczas omawianego płaza nie stwierdzono. Zakręca ona na północny wschód w obrębie Zambii, przecina Demokratyczną Republikę Konga, a następnie znów biegnie w Zambii, kierując się bardziej na północ i osiągając Tanzanię.
Zasiedla tropikalne wilgotne lasy górskie i lasy galeriowe, także obrzeża lasów. Żyje na wysokości do co najmniej 1880 m n.p.m.

## Status
W Czerwonej księdze gatunków zagrożonych IUCN płaz ten od 2004 roku klasyfikowany jest jako gatunek najmniejszej troski (LC, ang. Least Concern).
Liczebność populacji ani jej trend nie są znane.
Wśród zagrożeń dla tego gatunku wymienić można rolnictwo, wylesianie, pożary, osadnictwo ludzkie.